# Coos Hartogh
Coos Hartogh (Soerabaja, Nederlands-Indië, 10 april 1917 - Overveen, 1 juli 1943) was een Nederlandse verzetsstrijder tijdens de Tweede Wereldoorlog.
Hartogh was een voormalig student medicijnen aan de Universiteit van Amsterdam. Zijn vader, Cos Hartogh, kwam oorspronkelijk uit Suriname, waar hij afstamde van Joodse plantage-eigenaren, en zijn moeder, Maria Catharina van der Voort kwam uit Heemstede. Hartogh werkte als assistent in Amsterdam voor tandtechnicus H.C.E. Gotjè, samen met Rudi Bloemgarten en Karl Gröger.
Hij was ook een van de 6 redacteuren voor het ondergrondse blad Rattenkruid, samen met Bloemgarten, Gröger, Henri Halberstadt, Cornelis Barentsen en Johannes de Roos. Tussen augustus 1942 en april 1943 drukten de 'Rattenkruidjongens' (zoals ze zichzelf noemden) 17 nummers.
Hij sloot zich aan bij de verzetsgroep rond de beeldhouwer Gerrit van der Veen. Hij was een van de deelnemers aan de aanslag op het Amsterdams Bevolkingsregister aan de Plantage Middenlaan te Amsterdam. Onder leiding van Van der Veen en samen met Willem Arondeus, Johan Brouwer, Sam van Musschenbroek, Gröger, Halberstadt, Bloemgarten, Guus Reitsma, Koen Limperg, Sjoerd Bakker, Cornelis Barentsen en Cornelis Roos drong hij vermomd als politieman op 27 maart 1943 het gebouw binnen en blies met explosieven het pand op.
Hij werd spoedig hierna opgepakt door de Gestapo en opgesloten en ondervraagd in het hoofdbureau van politie te Amsterdam, waarna hij werd overgebracht om in Den Haag berecht te worden. In 1943 veroordeelde het politiegerecht hem daar tot de dood. Kort daarna werd Hartogh doodgeschoten in de duinen in Overveen.